# Silla unificada
Silla posterior (668–935; hangul: 후신라; hanja: 後新羅; rr: Hushila) o Silla unificada (en hangul, 통일신라; en hanja, 統一新羅), es el nombre que a menudo se aplica al reino coreano de Silla, uno de los Tres Reinos de Corea, después de haber conquistado a Baekje y Goguryeo en el siglo VII, unificando las regiones central y sur de la península de Corea. Más tarde, Silla era un país próspero y rico, y su capital Seorabeol (ahora llamado Gyeongju) era la cuarta ciudad más grande del mundo en el momento.
Durante su apogeo, el país pugnó con Balhae, un reino de Goguryeo-Mohe al norte, por la supremacía en la región. A lo largo de su existencia, Silla unificada estuvo plagada de intrigas y confusión política, principalmente por los grupos rebeldes en los territorios conquistados de Baekje y Goguryeo, lo que llevó al período de los Tres reinos posteriores a fines del siglo IX (892-936).
A pesar de su inestabilidad política, la cultura y las artes de Silla unificada florecieron. A través de vínculos estrechos mantenidos con la dinastía Tang, el budismo y el confucianismo se convirtieron en las principales ideologías filosóficas de la élite, así como en los pilares de la arquitectura y las bellas artes de la época. Su último rey, Gyeongsun, gobernó sobre el estado y se lo entregó a Wang Geon del emergente reino de Goryeo en 935, lo que llevó a la dinastía Silla a su fin.
Aunque tradicionalmente se consideró el primer estado coreano unificado, los historiadores coreanos modernos argumentan que el posterior reino de Goryeo fue de hecho el primer estado verdaderamente unificado de la nación coreana.

## Nombre
Los historiadores coreanos modernos comenzaron a criticar la visión tradicional de Silla unificada como la unificación de Corea. Según esta perspectiva, Goryeo se considera la primera unificación de Corea, ya que Balhae todavía existía después del establecimiento de «Silla unificada», a pesar de ocupar el territorio al norte de la península coreana.

## Unificación
En 660, el rey Munmu ordenó a sus ejércitos atacar a Baekje. El general Kim Yushin, ayudado por las fuerzas Tang, derrotó al general Gyebaek y conquistó Baekje. En 661, se mudó a Goguryeo pero fue repelido. El rey Munmu fue el primer gobernante que vio el sur de la península de Corea como una sola entidad política después de la caída de Gojoseon. Como tal, el reino de Silla después de 668 a menudo se denomina Silla unificada. La Silla unificada duró 267 años hasta que, bajo el reinado de Gyeongsun, le cayó Goryeo encima en 935.

## Cultura
Más tarde Silla, que actuó como la Fenicia del  Extremo Oriente medieval, llevó a cabo la proeza marítima de Baekje y durante los siglos VIII y IX dominó los mares de Asia Oriental y el comercio entre China, Corea y Japón, especialmente durante el tiempo de Jang Bog. Además, la gente de Silla hizo comunidades en el extranjero en China en la península de Shandong y la desembocadura del río Yangtze.
Silla experimentó también una edad de oro en el arte y la cultura como lo demuestran Hwangnyongsa, Seokguram y la Campana del Rey Seongdeok. El budismo floreció durante este tiempo, y muchos budistas coreanos ganaron gran fama entre los budistas chinos y contribuyeron al budismo chino, incluyendo: Woncheuk, Wonhyo, Uisang, Musang, y Kim Gyo Gak, un príncipe de Silla cuya influencia hizo del Monte Jiuhua una de las Cuatro Montañas sagradas del budismo chino.

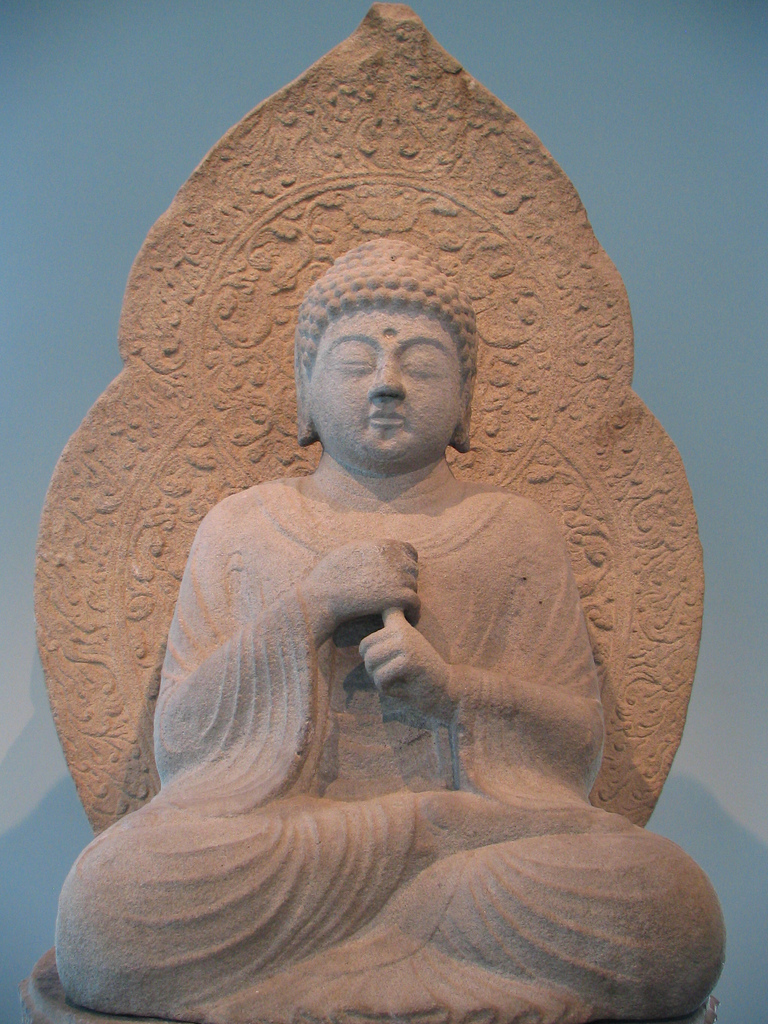
Vairochana.

La Silla unificada y la China Tang mantuvieron lazos estrechos. Esto fue evidenciado por la continua importación de la cultura china. Muchos monjes coreanos fueron a China para aprender sobre el budismo. El monje Hyech'o fue a la India para estudiar budismo y escribió un relato acerca de sus viajes. Nuevas sectas diferentes del budismo fueron introducidas por estos monjes viajeros que habían estudiado en el extranjero, como Zen y Tierra Pura.
Silla unifcada realizó un censo del tamaño y la población de todas las ciudades, así como caballos, vacas y productos especiales, y registró los datos en Minjeongmunseo (민정 문서). El informe fue hecho por el líder de cada pueblo.
Una universidad confuciana nacional se estableció en 682 y alrededor de 750 se renombró como Universidad Confuciana Nacional. La universidad estaba restringida a la aristocracia de élite.

### Xilografía
La xilografía se utilizó para diseminar sutras budistas y obras de Confucio. Durante una remodelación de Pagoda That Casts No Shadows, se descubrió una antigua xilografía de un sutra budista. La xilografía está fechada en 751 CE y es el material impreso más antiguo descubierto en el mundo.